# A Coroa de Ferro
La corona di ferro (bra/prt: A Coroa de Ferro) é um filme italiano de 1941, de gênero aventura fantástica, dirigido por Alessandro Blasetti para a Cinecittà.

## Sinopse
A história que tem por base a Coroa de Ferro, um dos mais antigos símbolos reais da Europa.

## Elenco principal
- Elisa Cegani .... mãe de Elsa e a própria Elsa
- Luisa Ferida .... Kavaora, mãe de Tundra e Tundra
- Rina Morelli .... velha do fuso
- Gino Cervi ... rei Sedemondo de Kindaor
- Massimo Girotti .... Licinio e Arminio, seu filho
- Osvaldo Valenti .... Eriberto
- Paolo Stoppa .... Trifilli
- Primo Carnera .... Klasa, servo de Tundra